# Escamotage d'une dame au théâtre Robert-Houdin
Escamotage d'une dame au théâtre Robert-Houdin és una pel·lícula muda francesa de Georges Méliès, estrenada el 1896, produïda per Star Film Company i rodada al théâtre Robert-Houdin.

## Sinopsi
Un prestidigitador cobreix a una dama amb una tela. Quan la retira, la dama ha desaparegut i, en el seu lloc, hi ha un esquelet. L'artista cobreix a l'esquelet amb la tela i, quan la retira, la dama torna a aparèixer. Tots dos saluden al públic.

## Producció
Méliès interpreta al mag, mentre que el seu assistent és interpretada per Jehanne d'Alcy.
El film està basat en un acte de màgia desenvolupat pel mag francès Buatier De Kolta: quan la il·lusió es produïa en l'escenari, una porta parany era utilitzada per a crear les aparicions i desaparicions. Per a la pel·lícula, no obstant això, Méliès no va utilitzar cap porta parany, usant només l'edició dels fotogrames per a crear la il·lusió. Escamotage d'une dame... és el primer film conegut en el qual Méliès utilitza l'efecte.

### Llançament
Escamotage d'une dame... va ser distribuïda per la Star Film Company, companyia de Méliès; i està catalogada en el número 70 de les seves pel·lícules produïdes. Encara que la pel·lícula que sobreviu als nostres dies està en blanc i negre, diverses còpies coloritzades a mà van ser venudes. En 1979, l'expert en Méliès, Jacques Malthête va reconstruir una versió colorizada a mà del film, utilitzant materials autèntics.

## Trucatge
Aquest primer truc és l'"escamoteig", que havia estat utilitzat, abans de Méliès, per dos col·laboradors de Thomas Edison, William Heise i Alfred Clark, per una escena de decapitació a la seva pel·lícula L'execució de Maria Stuart (The Execution of Mary, Queen of Scots), rodada el 28 d'agost de 1895. La transformació, o la desaparició, o l'aparició, s'obtenen aturant la càmera i reprenent el rodatge sense moure la càmera, després de modificar elements de l'escena. Després del desenvolupament, cal soldar per eliminar les imatges sobreexposades causades per aturar i reiniciar la càmera. A la seva pel·lícula, Méliès atura la seva càmera tres vegades, respectivament per aconseguir la desaparició de la dama, l'aparició de l'esquelet, i després la reaparició de la dama. 
| « | La història és senzilla, a l'escenari d'un music hall, convertint-la en un llenç pintat estirat al seu jardí, Méliès, que interpreta el paper del prestidigitador, presenta una dama al públic (la càmera) i li demana que seure en una cadira. Després agafa una estovalla i cobreix la bellesa. Uns quants gestos màgics... Méliès treu bruscament la tela, la cadira està buida, la senyora ha desaparegut. Pel mateix mitjà, el fa reaparèixere | » |

.
En algunes de les seves pel·lícules, Méliès aconsegueix de manera brillant fins a 24 substitucions de roba o complements, amb tantes parades, reinicis i soldadures reparadores amb acetona, per a pel·lícules còmiques, com Le Déshabillage impossible, dirigida el 1900.